# داني وودبورن
داني وودبورن (بالإنجليزية: Danny Woodburn)‏ هو ممثل أمريكي، ولد في 26 يوليو 1964 بفيلادلفيا في الولايات المتحدة.

## أعمال

### أفلام
- (2000) أشياء يمكن أن تقولها فقط من خلال النظر في وجهها
- (2004) شيطان أزرق
- (2006) موظف الشهر
- (2009) المراقبون[5]
- (2012) مرآة مرآة[6][7]
- (2013) 30 ليلة من نشاط خارق مع الشيطان داخل الفتاة ذات وشم التنين
- (2014) سلاحف النينجا[8][9][10][11]
- (2016)  الخروج من الظلال[12][13][14][15]

### مسلسلات
- التحقيق في موقع الجريمة
- نيكي ريكي ديكي ودون

## وصلات خارجية
- داني وودبورن على موقع IMDb (الإنجليزية)
- داني وودبورن على موقع ألو سيني (الفرنسية)
- داني وودبورن على موقع أول موفي (الإنجليزية)
- داني وودبورن على موقع قاعدة بيانات الأفلام السويدية (السويدية)
- داني وودبورن على موقع قاعدة بيانات الفيلم (الإنجليزية)
- داني وودبورن على موقع كينوبويسك (الروسية)